# Malvasía (uva)

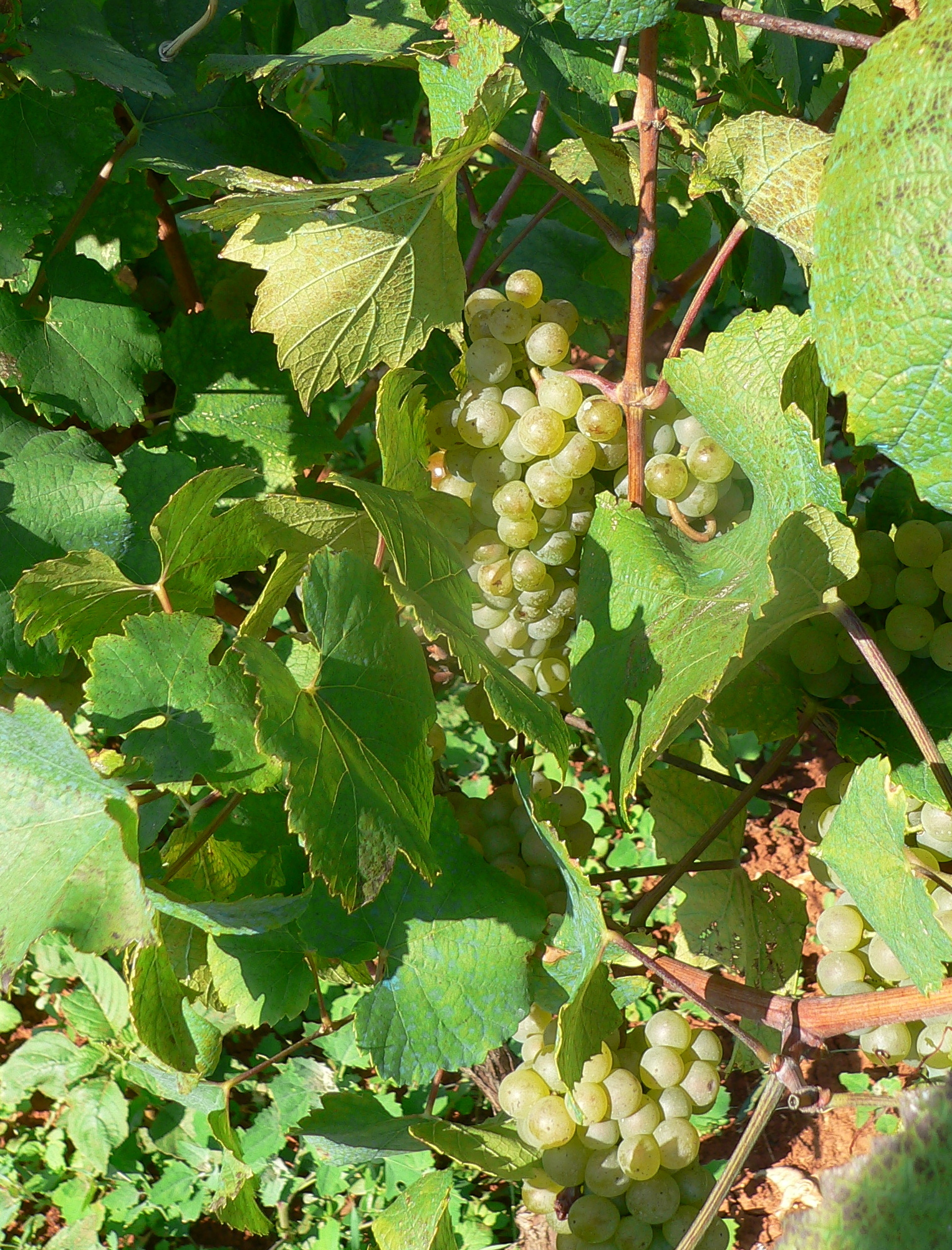
Uvas blancas de la familia de las malvasías.

El término malvasía designa a una familia de variedades originarias del Mediterráneo y la isla de Madeira, pero actualmente cultivadas en todas las regiones vinícolas del mundo. Aunque generalmente se habla de malvasía para referirse a la variedad blanca, también existe una malvasía tinta con el nombre de malvasía negra. Las diversas variedades se diferencian notablemente entre ellas por la morfología de la planta, color, sabor y composición bioquímica del fruto, precocidad de maduración, productividad y aptitud para la vinificación. Las vides malvasía pueden ser de dos grupos: los que tienen un ligero aroma que recuerda al moscatel y otros de sabor simple.

## Sinónimos
Otros nombres con los que es conocida son: arinto do dao, assario branco, blanco fino, blanca roja, blanquirroja, boal cachudo, malmsey, malvasía canaria, malvasía fina, malvasía riojana (nombre con el que se la conoce en La Rioja), rojal, subirat, subirat parent y tobia.
En ocasiones la malvasía se designa con algún complemento: de Sitges, roja, catalana, del país, de grano grande (o vermentino), gorda, temprana, borde, de Alicante o del Rosellón (subvariedad denominada trobat). En la zona de Limoux se denomina en francés malvoisie al macabeo.

## Historia
No está claro si procede de Grecia o Asia Menor. Se cree, en general, que proviene de la primera, aunque hay cierta controversia sobre el lugar exacto en que se originó y qué variedades de uva son sus antecesores. 
Al analizar su origen, es preciso diferenciar entre la uva malvasía y el vino malvasía. Un vino muy apreciado llamado malvasia en italiano, malvoisie en francés, malmsey en inglés y malvasier en alemán, se producía en Grecia (y quizás en Creta) en los siglos XIV a XVI. Este temprano vino malvasía se llevaba a Constantinopla, Italia, Francia y el norte de Europa por los venecianos y otros mercaderes italianos. Se dice que el duque Jorge de Clarence, hermano del rey Eduardo IV de Inglaterra, fue ahogado en un «butt de malmsey» (tonel de malvasía) en la Torre de Londres en 1478, aunque esta historia es posiblemente apócrifa. El término "malvasía" se supone que es una deformación italiana del nombre de la población griega de Monemvasia, una fortaleza veneciana en la costa de Laconia; este puerto habría actuado como un centro de comercio para el vino producido en el Peloponeso oriental y quizás en alguna de las Cícladas. Una teoría que compite con esta sostiene que el nombre deriva del distrito de Malevizi, cerca de la ciudad de Candía en Creta. En cualquier caso, la malvasía era uno de los tres vinos principales exportados desde Grecia en la Edad Media, junto al rumney y el «vino de Creta».
Tanto Monemvasia como Candía han dado su nombre a modernas variedades de uva. En Grecia, hay una variedad conociva como monemvasia, evidentemente bautizada así por el puerto, aunque actualmente se cultiva sobre todo en las Cícladas. En Europa occidental, una variedad común de malvasía se conoce como malvasía blanca de Candía (Malvasia Bianca de Candia), pues se cree que se originó en esa zona. La uva monemvasia se pensó que era la antecesora de las variedades de malvasía de Europa occidental, sin embargo, recientes análisis de ADN no sugiere un parentesco entre la monemvasia y las variedades de malvasía. Los análisis de ADN, sin embargo, sugieren que la variedad vinícola athiri (una variedad ampliamente cultivada por toda Grecia) sí es antecesora de la malvasía. Sea cual sea su origen preciso, el antepasado de las modernas variedades de malvasía debió extenderse hacia el Oeste a lo largo de las tierras mediterráneas en los tiempos medievales, pasando de Grecia a Nápoles, Sitges (Barcelona), Bañalbufar (Baleares) y Turís (Valencia). Dio su salto final a Madeira muy poco tiempo después de que los portugueses comenzaran a establecerse en la isla, en el siglo XV. Y lo mismo cabe decir respecto a las Islas Canarias, conquistadas por los castellanos en el mismo siglo.

## Extensión
Destaca su cultivo en Italia, donde actualmente se encuentra la principal producción. Está particularmente difundida en el Piamonte, la provincia de Piacenza, la de Parma, Sicilia, Calabria, Basilicata (en la zona de Vulture), Apulia (en particular en Salento) y Cerdeña (malvasia di Bosa). 
En España está muy extendida. Según la Orden APA/1819/2007, de 13 de junio,, la malvasía se considera variedad recomendada para las comunidades autónomas de Castilla y León (donde también se la conoce como rojal) y Comunidad Valenciana (donde se la conoce como subirat). Es una variedad autorizada en otras comunidades autónomas, como Aragón (rojal), Islas Baleares, Cantabria (rojal), Castilla-La Mancha, Murcia, y Rioja. Es una de las variedades principales de la D.O.C. Alguer, D.O. Penedès, D.O. Tarragona y D.O. Valencia.
En Portugal destaca como materia prima del vino madeira, utilizado para la elaboración de los vinos más representativos de la isla de Madeira
En las Islas Canarias poseen uno de los malvasías más originales del mundo. Si bien se cultiva en diversas islas (Gran Canaria, La Palma, Tenerife) la variedad de malvasía canaria, es en la isla de Lanzarote donde alcanza su máxima expresión, cultivándose las variedades locales en cultivos de materiales volcánicos sedimentarios (denominado rofe), y otras zonas cultivables de la isla, destinándose a la producción de los vinos locales de malvasía seco, semiseco y semidulce.
En Francia, el término malvoisie produce un fenómeno de homonimia, al designar distintas variedades de uva:
- Algunas pinot gris reciben este nombre: malvoisin, malvoisie du Valais o malvoisie de Touraine.
- Vermentino: también conocido como malvoisie à gros grains y malvoisie de Douro.
- Tourbat: malvoisie des pyrénées Orientales y malvoisie du Roussillon.
- Velteliner: malvoisie de Chautagne (en realidad, velteliner précoce) y dos velteliner rouge précoce: malvoisie de Chindrieux y malvoisie de Lasseraz (Velteliner rouge précoce).
- Rolle (Viñedo de Languedoc-Rosellón)
- Bourboulenc (Aude)
- Clairette (Entre-deux-mers)
- Macabeu (que es la macabeo española)
- Muscadelle (Cahors)
- Ugni blanc (Marmandais)
- Vermentinu (Córcega)
- Malvoisie du Tyrol (es una savagnin)

La malvoisie noire es una cepa de origen indeterminado, que se encuentra en Lot en Vire-sur-Lot y reencontrada con el nombre de cabreton rouge 3 en el viñedo de las arenas de Las Landas y de sémillon rouge en Saint-Vincent-de-Pertignas en la Gironda.

## Características
Esta vid no es muy vigorosa. Su producción es baja y tiende a ser sensible a las enfermedades. Debido a su antigüedad y extensión han surgido subvariedades, pero debido a la poca resistencia a las enfermedades, el cultivo se ha ido reduciendo siendo sustituido por otras variedades más resistentes. Tiene racimo de tamaño mediano y poco compacto. Es sensible a la podredumbre.

## Vino de malvasía
El vino elaborado con esta variedad vitivinícola es denominado también malvasía, o vino de malvasía. La mayoría de los vinos procede de una varietal denominada malvasía bianca. Se producen vinos de mesa blancos o de color tostado, y más raramente tintos. Con fuertes aromas. También vino de postre y vino generoso. A veces se usa la uva malvasía como parte de una mezcla, como ocurre con Vin Santo. Normalmente, el malvasía es un vino licoroso blanco, dulce, oloroso y de alta graduación. 
Los vinos malvasía se producen en Italia (incluyendo Lombardía, Sicilia, Lipari, y Cerdeña), Eslovenia, Croacia, Córcega, España, la isla de Madeira, las Islas Canarias, California, Australia y Brasil. 

## Varietal
El término malvasía designa a una familia de variedades originarias del Mediterráneo, de la isla de Madeira y de las Islas Canarias, pero actualmente cultivadas en todas las regiones vinícolas del mundo. Aunque generalmente se habla de malvasía para referirse a la variedad blanca, también existe una malvasía tinta con el nombre de malvasía negra. Las diversas variedades se diferencian notablemente entre ellas por la morfología de la planta, color, sabor y composición bioquímica del fruto, precocidad de maduración, productividad y aptitud para la vinificación. Las vides malvasía pueden ser de dos grupos: los que tienen un ligero aroma que recuerda al moscatel y otros de sabor simple.